# 王德礼
王德礼（1947年8月—），中国篮球运动员、教练，原中国国家男子篮球队成员。曾带领华侨大学、太原理工大学、清华大学多次获得CUBA总冠军。